# Mittfältsdelat metallfly
Mittfältsdelat metallfly (Diachrysia stenochrysis) är en fjärilsart som beskrevs av W. Warren 1913. Mittfältsdelat metallfly ingår i släktet Diachrysia och familjen nattflyn. Arten är reproducerande i Sverige. Inga underarter finns listade i Catalogue of Life.

## Bildgalleri

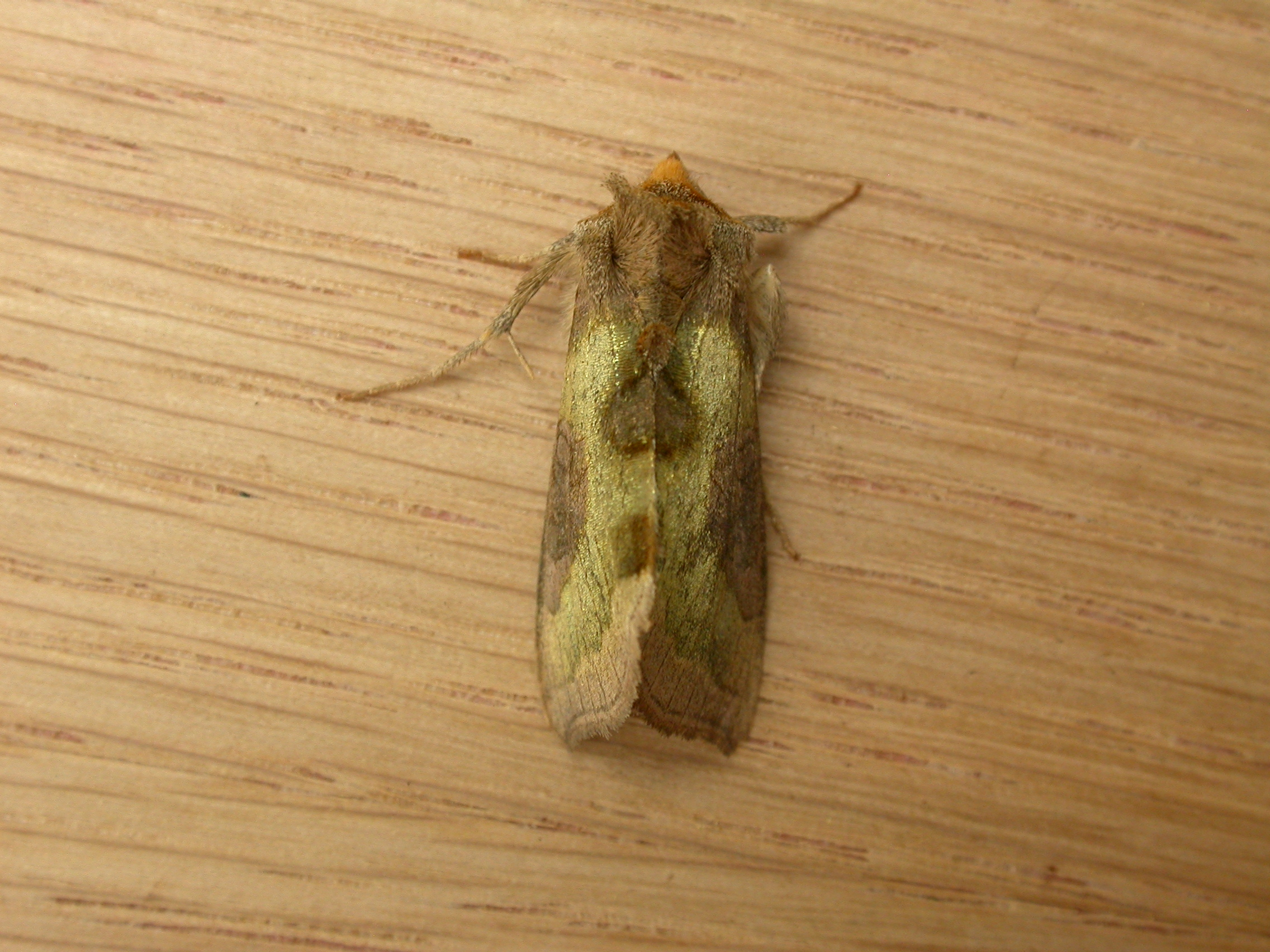
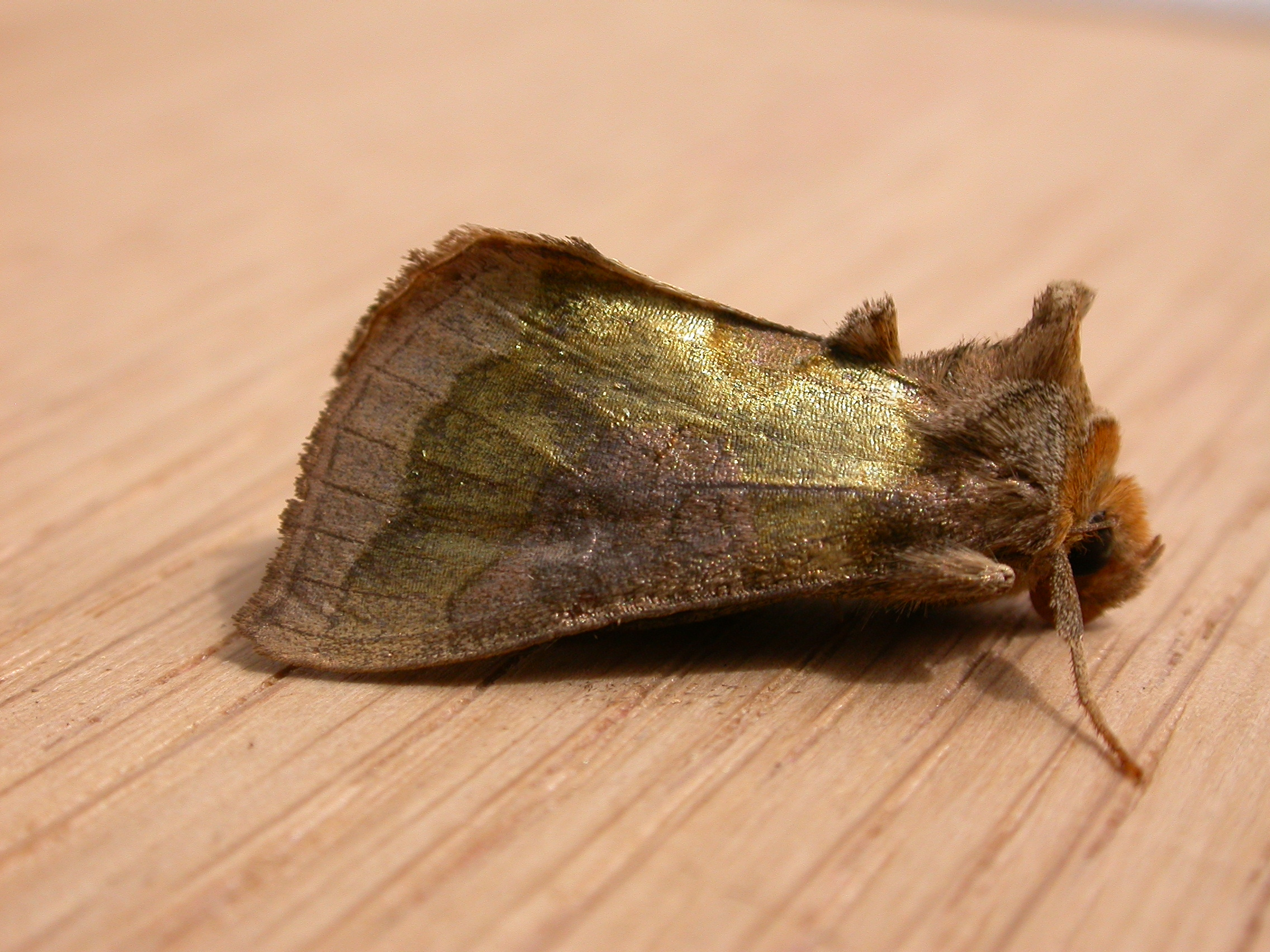
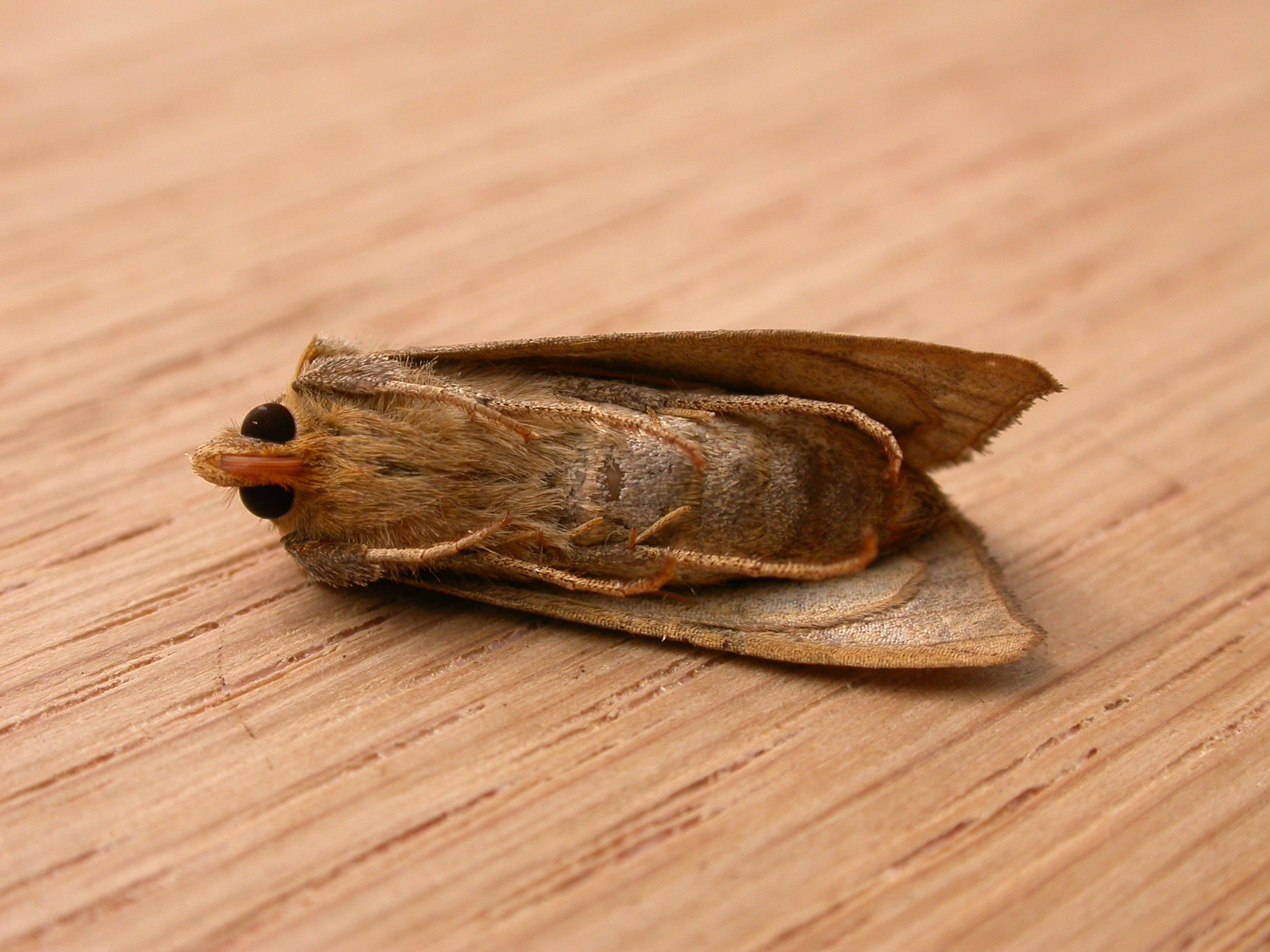
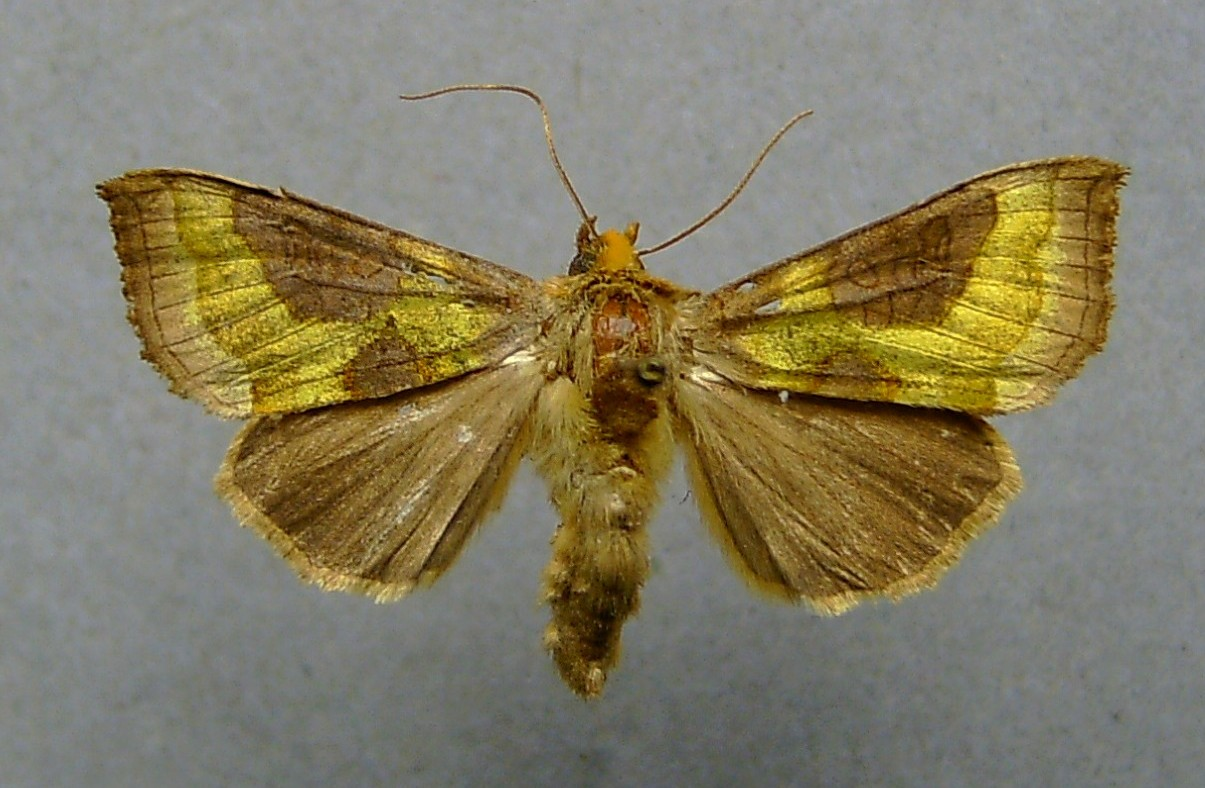
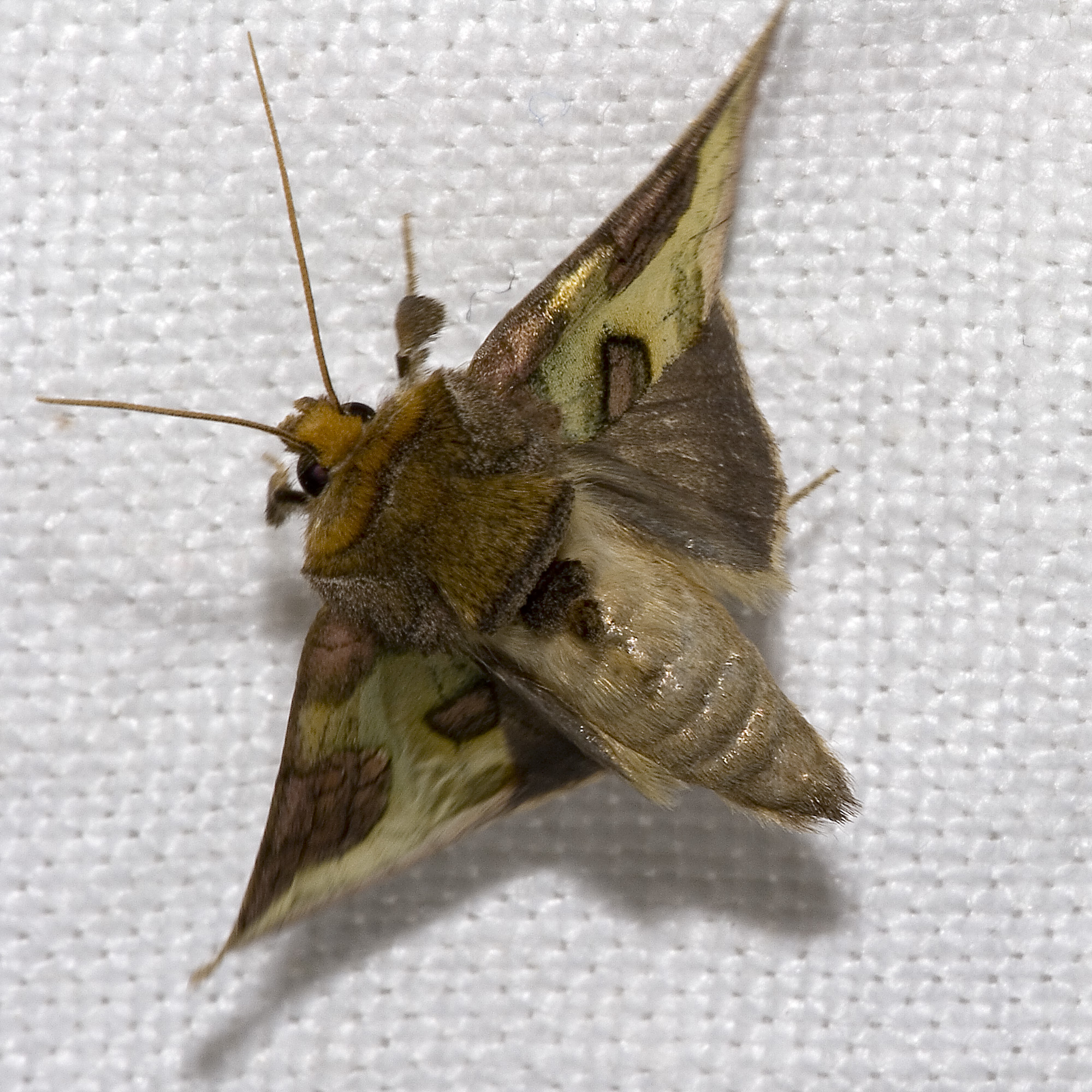
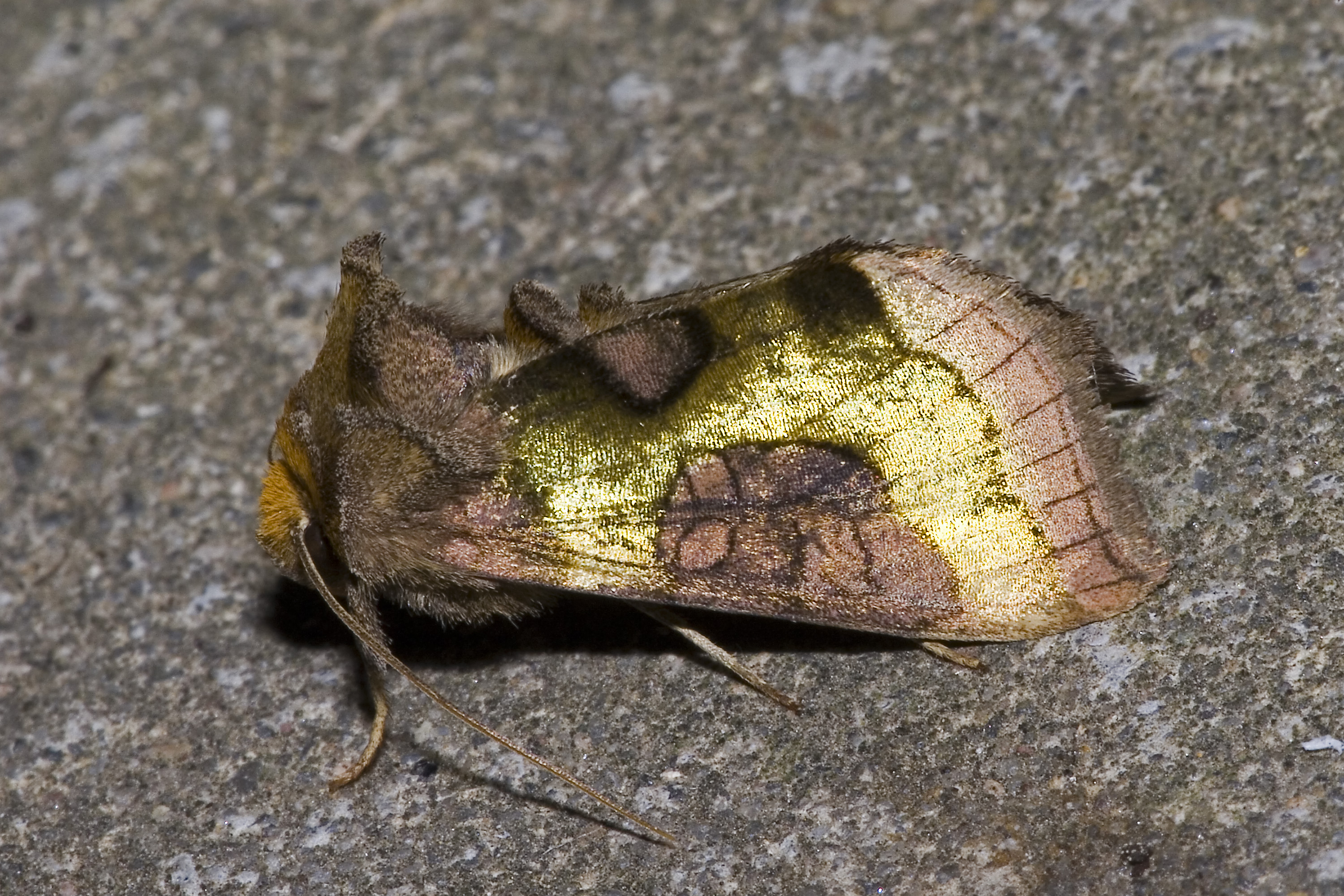